# Југани (Јаши)
Југани (рум. Iugani) насеље је у Румунији у округу Јаши у општини Мирчешти. Oпштина се налази на надморској висини од 239 m.

## Становништво
Према подацима из 2002. године у насељу је живело 2024 становника, од којих су сви румунске националности.